# أنجيلا بيلي
أنجيلا بيلي (من مواليد 28 فبراير 1962) هي رياضية كندية كانت تمارس سباقات المضمار والميدان الرياضي . هي حاملة الرقم القياسي الكندي في سباق 100 متر بوقت 10.98 ثانية في عام 1987. وهي أيضا حاملة الرقم الوطني لسباق 200 متر بتوقيت 23.32 ثانية.
ولدت بيلي في كوفنتري ، إنجلترا . بدأت اللعب على المستوى الدولي في دورة العاب الكومنولث في ادمونتون في عام 1978. في عام 1980 فازت بالميدالية الذهبية لمسافة 100 متر و200 متر في أول بطولات بان آم جونيورز و فيلد في سادبوري. بفوزها على العداءة الأمريكية ميشيل غلوفر . فازت بجميع المسباقات في نيوزيلندا في أواخر عام 1981 ؛ والتي تضمنت ثلاث ميداليات ذهبية في دورة ألعاب المحيط الهادئ في سباق 100 متر و 200 متر و 4 × 100 متر. كما احتلت المركز الرابع في سباق 100 متر والسابعة في سباق 200 متر في دورة العاب الكومنولث عام 1982 ، وحلت مرة أخرى رابعة في سباق 100 متر في عام 1986.

## وصلات خارجية
- أنجيلا بيلي على موقع الاتحاد الدولي لألعاب القوى (الإنجليزية)
- أنجيلا بيلي على موقع الاتحاد الكندي لألعاب القوى (الإنجليزية)
- أنجيلا بيلي على موقع اللجنة الأولمبية الدولية (الإنجليزية)
- أنجيلا بيلي على موقع أوليمبيديا (الإنجليزية)
- أنجيلا بيلي على موقع اللجنة الأولمبية الكندية (الإنجليزية)
- أنجيلا بيلي على موقع اتحاد ألعاب الكومنولث (مؤرشف) (الإنجليزية)